# Rich Man, Poor Girl
Pour plus de détails, voir Fiche technique et Distribution.
Rich Man, Poor Girl est un film américain réalisé par Reinhold Schünzel et sorti en 1938.

## Synopsis
Un homme riche tombe amoureux d'une fille pauvre.

## Fiche technique
- Titre : Rich Man, Poor Girl
- Réalisation : Reinhold Schünzel
- Scénario : Edgar Franklin, Joseph Fields et Jerome Chodorov d'après la pièce de théâtre d'Edith Ellis
- Musique : William Axt
- Photographie : Ray June
- Montage : Frank E. Hull
- Production : Edward Chodorov
- Société de production : Metro-Goldwyn-Mayer
- Pays :  États-Unis
- Genre : Comédie dramatique et romance
- Durée : 72 minutes
- Date de sortie :
  - États-Unis : 12 août 1938

## Distribution

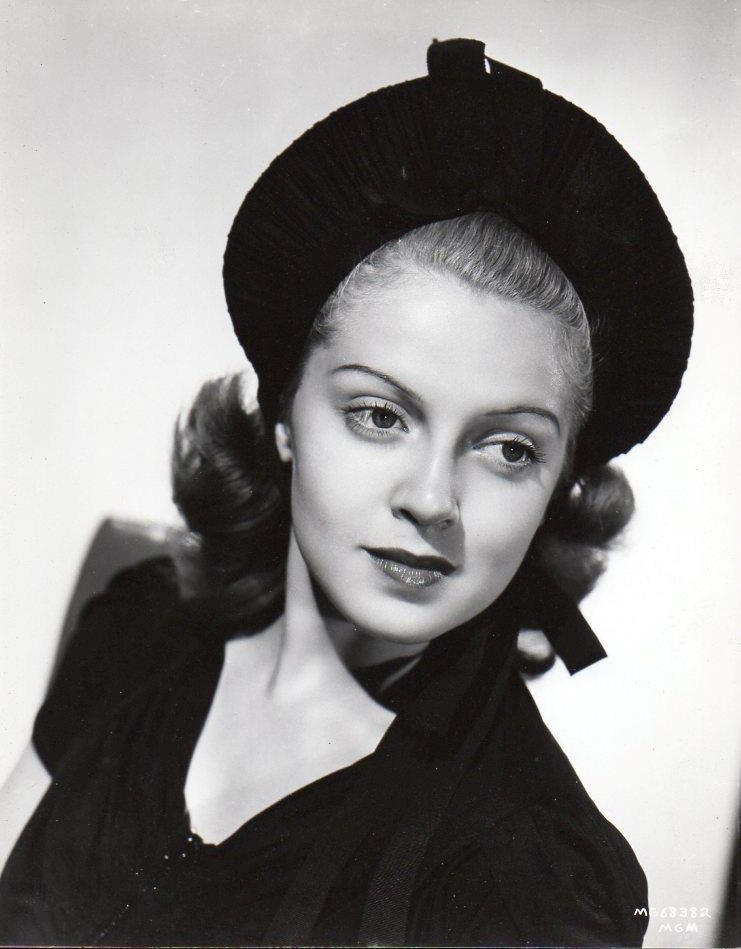
Portrait de Lana Turner vers 1938.

- Robert Young : Bill Harrison
- Lew Ayres : Henry Thayer
- Ruth Hussey : Joan Thayer
- Lana Turner : Helen
- Rita Johnson : Sally Harrison
- Don Castle : Frank
- Guy Kibbee : Pa
- Sarah Padden : Ma
- Gordon Jones : Tom Grogan
- Virginia Grey : Miss Selma Willis
- Marie Blake : Mrs. Gussler